# Wimpelpiranhas
Die Wimpelpiranhas (Catoprion; Gr.: „kato“ = unten, „prion“ = Säge) sind eine Süßwasserfischgattung aus der Familie der Sägesalmler (Serrasalmidae). Sie kommen mit zwei Arten in den Stromgebieten des Amazonas, des Orinoko, des Essequibo und im oberen Stromgebiet des Río Paraguay vor.

## Merkmale
Wimpelpiranhas werden 15 cm lang. Ihr Körper ist scheibenförmig und seitlich stark abgeflacht. Die Bauchkante ist mit 36 bis 37 Sägeschuppen besetzt. Die Fettflosse ist relativ lang. Das Maul ist aufwärts gerichtet, Zwischenkieferbein (Prämaxillare) und der kräftige, wulstig vorspringende Unterkiefer sind jeweils mit einer sehr unregelmäßigen Zahnreihe besetzt. Die Zähne haben eine breite Basis und eine deutlich ausgeprägte mittlere Spitze. Wimpelpiranhas sind silbrig, teilweise grünsilbrig glänzend. Ihre Oberseite ist dunkler. Auf dem Kiemendeckel findet sich ein oranger Fleck, an der Basis der Schwanzflosse ein schwarzer Fleck. Der vordere Teil der Schwanzflosse ist gelblich, der obere und der untere Rand, manchmal auch der Hinterrand, sind schwärzlich. Die ersten Flossenstrahlen der Rücken- und der Afterflosse sind stark verlängert. Der erste Flossenstrahl der Rückenflosse ist weiß, die drei folgenden schwarz. Die Afterflosse ist rötlich, ihr erster Flossenstrahl ebenfalls weiß. Das Auge ist schwarz und mit einem silbrigen Ring umgeben. Die Seitenlinie ist farblich abgesetzt. Geschlechtsunterschiede sind nicht bekannt.
- Flossenformel: Dorsale 2/13–14, Anale 3/33–34
- Schuppenformel 80 (mLR)

Jungfische leben in Schwärmen, Alttiere sind Einzelgänger.

## Ernährung
Wimpelpiranhas ernähren sich teilweise von den Schuppen größerer Fische. Ladiges berichtete, dass der Angriff von unten nach oben erfolgt.

## Systematik
Catoprion mento, die erste der Wissenschaft bekannte Art der Wimpelpiranhas wurde im Jahr 1819 durch den französischen Naturforscher Georges Cuvier unter der Bezeichnung Serrasalmus mento erstmals beschrieben. Die Gattung Catoprion wurde im Jahr 1844 durch die deutschen Zoologen Johannes Müller und Franz Hermann Troschel eingeführt. Die Gattung blieb bis 2020 monotypisch als morphologische Untersuchungen und die Entdeckung einer größeren genetischen Distanz innerhalb der Gattung Catoprion die Existenz einer zweiten Art zeigten. Diese erhielt die wissenschaftliche Bezeichnung Catoprion absconditus.
Die Gattung Catoprion wurde in der Vergangenheit in eine eigene Unterfamilie (Catoprioninae) den Characidae zugeordnet. Heute gehören sie zur Familie der Sägesalmler (Serrasalmidae) und bilden mit anderen carnivor lebenden Sägesalmlergattungen die Klade der Piranhas.

## Arten
- Catoprion mento (Cuvier, 1819), lebt im Einzugsbereich des westlichen Amazonas, im Orinoco‐Gebiet und im oberen Rio Paraguay.
- Catoprion absconditus Mateussi et al., 2020, kommt im Einzugsbereich des östlichen Amazonas und im Essequibo vor.